# Don’t Get Too Close
Don’t Get Too Close – trzeci album studyjny producenta muzycznego Skrillexa, wydany 18 lutego 2023 roku przez wytwórnie Atlantic i OWSLA. Został zapowiedziany 1 stycznia 2023 roku za pośrednictwem mediów społecznościowych artysty i wydany dzień po premierze drugiego albumu Skrillexa pt. "Quest for Fire".

## Lista utworów
1. "Don’t Leave Me Like This" (Skrillex & Bobby Raps) - 1:42
2. "Way Back" (Skrillex, PinkPantheress & Trippie Redd) - 1:59
3. "Selecta" (Skrillex & BEAM) - 3:10
4. "Ceremony" (Skrillex, Yung Lean, & Bladee) - 3:12
5. "Real Spring" (Skrillex & Bladee) - 2:09
6. "Summertime" (Skrillex & Kid Cudi) - 2:11
7. "Bad for Me" (Skrillex, Corbin. & Chief Keef) - 2:53
8. "3am" (Skrillex, Prentiss, & Anthony Green) - 3:26
9. "Don’t Go" (Skrillex, Justin Bieber & Don Toliver) - 2:48
10. "Don’t Get Too Close" (Skrillex, Bibi Bourelly, & Sonny Moore) - 4:04
11. "Mixed Signals" (Skrillex & Swae Lee) - 2:46
12. "Painting Rainbows" (Skrillex & Bibi Bourelly) - 3:15